# Remo Cacitti
Remo Cacitti (Tolmezzo, 1948 – Milano, 3 marzo 2023) è stato uno storico e filantropo italiano.

## Biografia
Impegnato nel sociale, negli anni settanta contribuì alla ricostruzione del Friuli terremotato. Insegnò Letteratura cristiana antica e Storia del cristianesimo antico presso la Facoltà di Studi Umanistici dell'Università degli Studi di Milano.
La produzione scientifica dell'autore verte essenzialmente sul Cristianesimo antico, con specifica attenzione per questioni storiche, liturgiche e teologiche: in particolare, vengono messi in luce i rapporti tra il cristianesimo delle origini e la società e la cultura greco-romana e la storia dell'escatologia, con particolare riferimento alle forme minoritarie e sovente perseguitate di gruppi e movimenti cristiani nei primi secoli.
Nel 2008 pubblicò il saggio Inchiesta sul cristianesimo. Come si costruisce una religione, nel quale egli dialoga con il giornalista Corrado Augias sullo sviluppo del Cristianesimo nella storia; il libro ha provocato contestazioni. L'opera analizza pure in modo particolare il rapporto tra Gesù, il cristianesimo e le donne.
Fu chiamato come esperto di religione in programmi della Rai.

## Opere principali
- Remo Cacitti, L'etica sessuale nella canonistica del cristianesimo primitivo: aspetti dell'istituzionalizzazione ecclesiastica nel 3. secolo, Milano, Vita e Pensiero, 1976.
- Remo Cacitti, Grande Sabato. Il contesto pasquale quartodecimano nella formazione della teologia del martirio, Milano, Vita e pensiero, 1994, ISBN 88-343-0181-1.
- Remo Cacitti, Furiosa Turba. I fondamenti religiosi dell'eversione sociale, della dissidenza politica e della contestazione ecclesiale dei Circoncellioni d'Africa, Milano, Edizioni biblioteca francescana, 2006, ISBN 88-7962-129-7.
- Remo Cacitti, Dal Gesù storico al cristianesimo imperiale. Percorsi dentro la storia delle origini cristiane, Udine, Gaspari, 1999, ISBN 88-86338-48-1.
- Remo Cacitti e Corrado Augias, Inchiesta sul cristianesimo: come si costruisce una religione, Milano, Arnoldo Mondadori Editore, 2008, ISBN 88-04-58303-7.